# Grinch (postać)

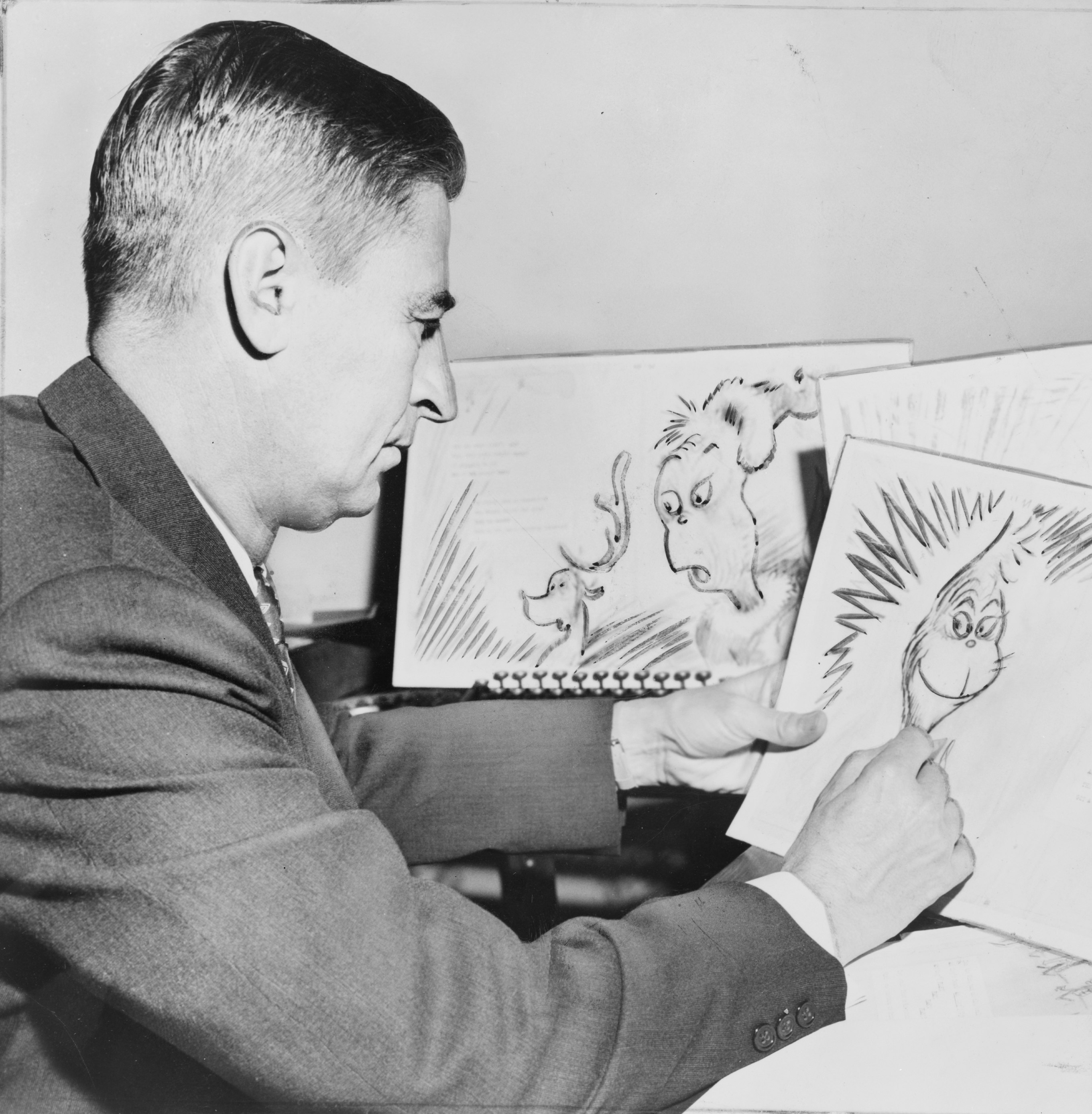
Dr. Seuss podczas rysowania Grincha

Grinch – postać fikcyjna, wielki włochaty stwór, który nienawidzi Świąt Bożego Narodzenia. Bohater klasycznej książki Grinch: Świąt nie będzie (How the Grinch Stole Christmas!) Dr. Seussa z 1957 i wielu jej ekranizacji.
Grinch mieszka w jaskini w pobliżu Ktosiowa. Jest niezwykle złośliwy i nieuprzejmy. W związku z przeżyciami z dzieciństwa nie cierpi Świąt, tak uwielbianych przez mieszkańców Ktosiowa i ze wszech miar stara się im je zepsuć.

## Ekranizacje
Książka Dr. Seussa została zekranizowana trzykrotnie. W animowanym filmie Jak Grinch ukradł święta (How the Grinch Stole Christmas!) z 1966 roku w reżyserii Chucka Jonesa i Bena Washama głosu Grinchowi (oraz narratorowi) udzielił Boris Karloff, który w 1968 otrzymał Nagrodę Grammy za nagranie wersji audio książki Seussa.
W aktorskim filmie Grinch: Świąt nie będzie (How The Grinch Stole Christmas) z 2000 roku w reżyserii Rona Howarda w rolę tytułową wcielił się komik Jim Carrey, a jako ośmioletni Grinch występuje Josh Ryan Evans. W polskiej wersji językowej głosu głównemu bohaterowi udzielił Jacek Rozenek, zaś piosenki Grincha wykonywał Jacek Bończyk.
W 2018 ukazał się pełnometrażowy film animowany Grinch (The Grinch) w reżyserii Yarrowa Cheneya i Scotta Mosiera. Głosu głównemu bohaterowi użyczył Benedict Cumberbatch, zaś w polskiej wersji językowej Jarosław Boberek.
Grinch pojawił się także w krótkometrażowych filmach animowanych Halloween is Grinch Night (1977) oraz The Grinch Grinches the Cat in the Hat (1982), gdzie spotyka drugiego z bohaterów Seussa Kota Prota. Scenariusze do obydwu filmów napisał sam Dr. Seuss i dwukrotnie otrzymał za nie Nagrodę Emmy.